# Марий Эл
Респу́блика Марий Эл (луговомар. Марий Эл Республик, горномар. Мары Эл Республик) (кратко: Марий Эл, Марий-Эл, луговомар. Марий Эл, горномар. Мары Эл) — субъект Российской Федерации, республика в её составе. Входит в состав Приволжского федерального округа, является частью Волго-Вятского экономического района.
Столица — город Йошкар-Ола.
На севере и востоке граничит с Кировской областью, на юго-востоке — с Республикой Татарстан, на юго-западе — с Чувашской Республикой, на западе — с Нижегородской областью.
Образована 4 ноября 1920 года как Марийская автономная область. С 1936 года — Марийская Автономная Советская Социалистическая Республика (Марийская АССР).
Государственные языки: марийский (горный, луговой), русский.

### География

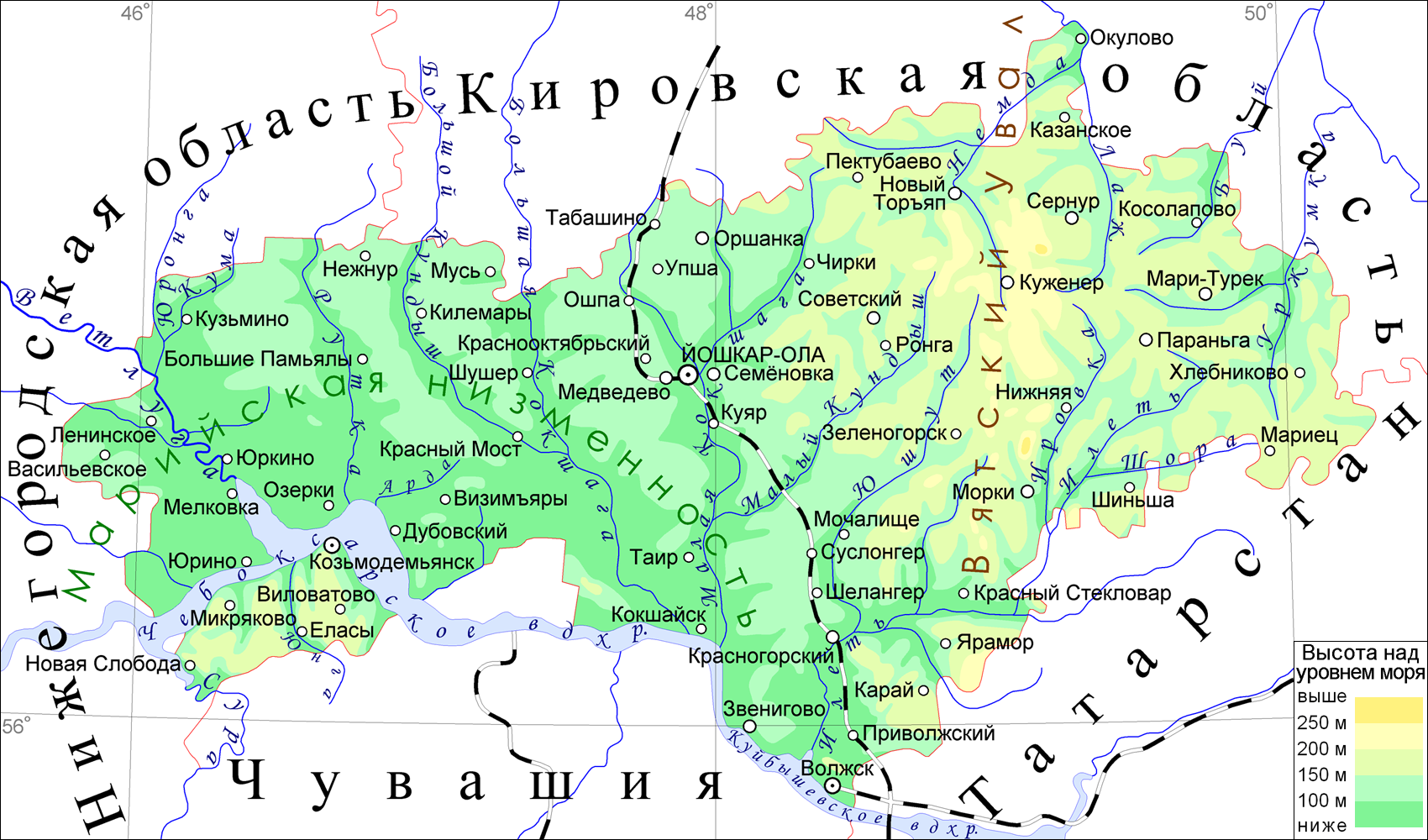
Физическая карта Марий Эл

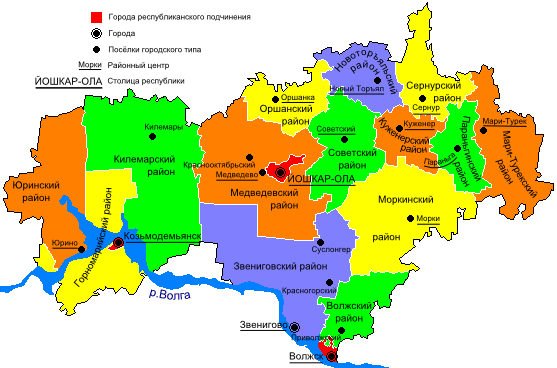
Карта Республики Марий Эл

## Физико-географическая характеристика

### Гидрология
Марий Эл расположена на востоке Восточно-Европейской равнины, в среднем течении Волги. Большая часть республики приходится на левобережье Волги. Речная сеть Марий Эл состоит из 19 бассейнов и включает 179 рек с длиной водотока более 10 км. Большинство рек протекает среди лесных массивов и имеет смешанный тип питания (50 % из них — за счёт талых снеговых вод).
Западную часть левобережья занимает болотистая Марийская низменность. На западе республики Волга принимает крупный приток — Ветлугу. Восточнее по низменности протекают левые притоки Волги, берущие начало на южных склонах Вятских увалов: Малая Кокшага с притоками Малый Кундыш и Большая Ошла, Большая Кокшага с притоком Большой Кундыш, Рутка. В их долинах много лесных озёр.
Восточная часть территории расположена в пределах Вятских увалов (высота до 275 м), здесь встречаются карстовые формы рельефа, поверхность расчленена долинами рек и оврагами. Среди них реки бассейна Вятки: Немда с притоками Лаж, Толмань, Шукшан и др., Буй, Уржумка; левый приток Волги Илеть с притоками Шора, Ировка и Юшут.
На правом берегу Волги расположен лишь один из 14 районов республики — Горномарийский, который занимает северную окраину Приволжской возвышенности. Здесь в Волгу впадают притоки Сура, Сумка, Юнга, Малая Юнга, Сундырь.
На Волге в пределах республики расположены Чебоксарское и Куйбышевское водохранилища.

### Полезные ископаемые
Ресурсы: торф, глина, строительный камень, известняки, стекольные и силикатные пески, минеральные источники.

### Климат
Климат умеренно континентальный с продолжительной холодной зимой и тёплым летом. Средняя температура составляет +18…+19 °C в июле, который является самым жарким месяцем года. В наиболее жаркие дни некоторых лет воздух прогревается до +37…+39 °C. Осенью погода холодная и влажная с преобладанием сильных пронизывающих ветров и дождей. Возможны ранние заморозки и снег. Ноябрь — самый ветреный месяц. Зима, как правило, начинается в ноябре. Средняя температура января, являющегося самым холодным месяцем, составляет −12… −14 °C. Весна, в целом, прохладная и сухая.

### Флора и фауна

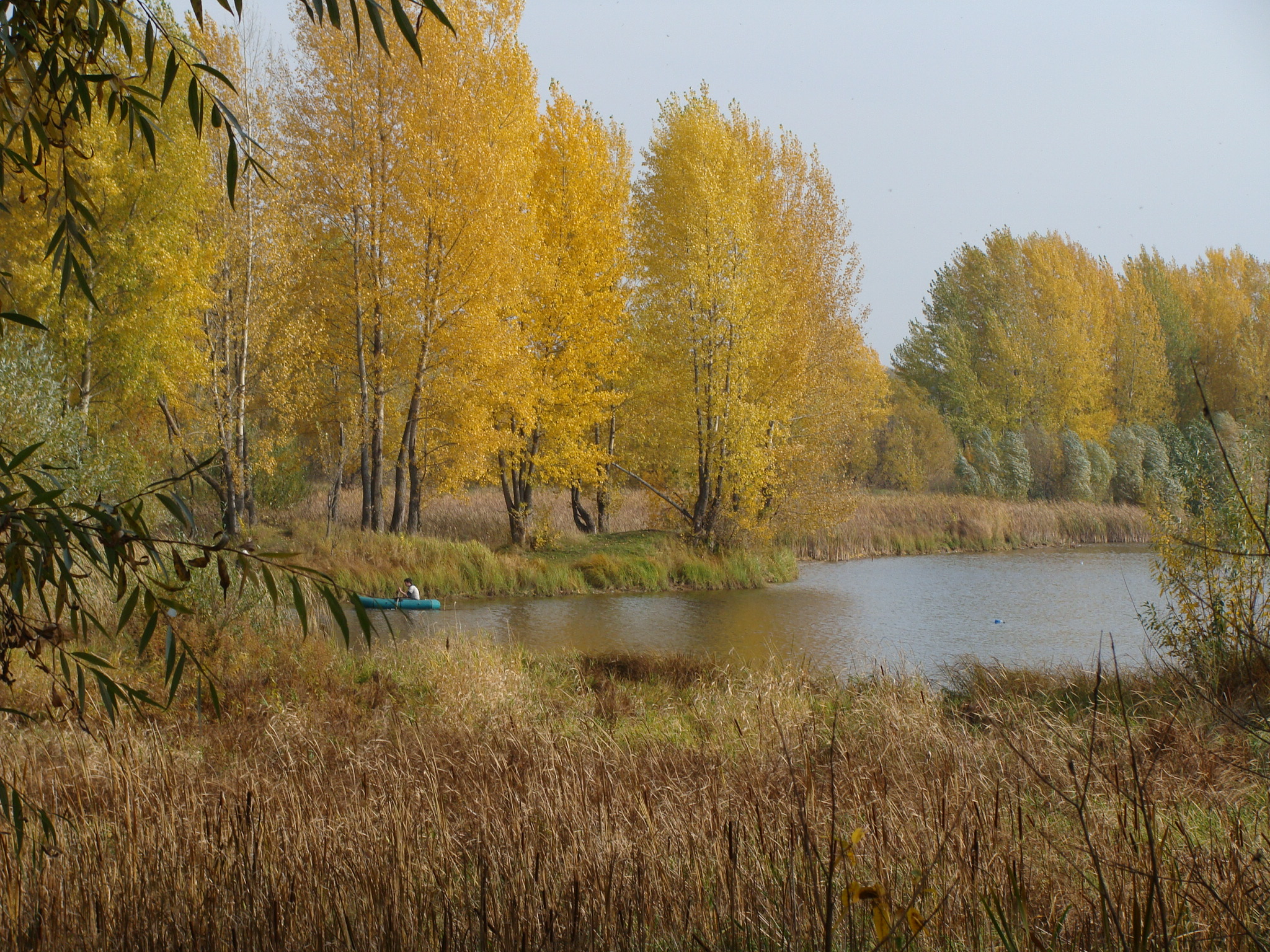
Куликово озеро в городе Волжске

Марий Эл расположена в подтаёжной зоне. Почвы преимущественно дерново-подзолистые, болотные, серые лесные. Смешанные леса (сосна, ель, пихта, берёза, осина, дуб, липа, клён, вяз, ольха, ива, очень редко ясень) занимают свыше 50 % территории (в основном на западе и в центральных районах). По речным долинам — дубово-липовые леса. Сохранились волк, бурый медведь, лисица, лось, рысь, бобр, крот и др. Боровая и водоплавающая птица.

### Особо охраняемые природные территории
На территории Марий Эл — национальный парк Марий Чодра, заповедник Большая Кокшага и другие особо охраняемые природные территории.

### Рекреационный потенциал
В республике остаются уголки природы, которые используются жителями городов республики и соседних регионов для отдыха. Имеется множество пеших туристических маршрутов, конные маршруты, регулярно проводятся водные походы на катамаранах и байдарках по Малой и Большой Кокшаге, Юшуту, Илети, Малому и Большому Кундышу, Немде. На озёрах (Яльчик, Таир и других) и реках построены базы отдыха, санатории и летние лагеря.

### Крайние точки
Крайняя западная точка расположена недалеко от д. Зиновьево Юринского района; крайняя восточная недалеко от д. Шургунур Мари-Турекского района; крайняя северная — недалеко от д. Окулово Сернурского района; крайняя южная — г. Волжск.

## История

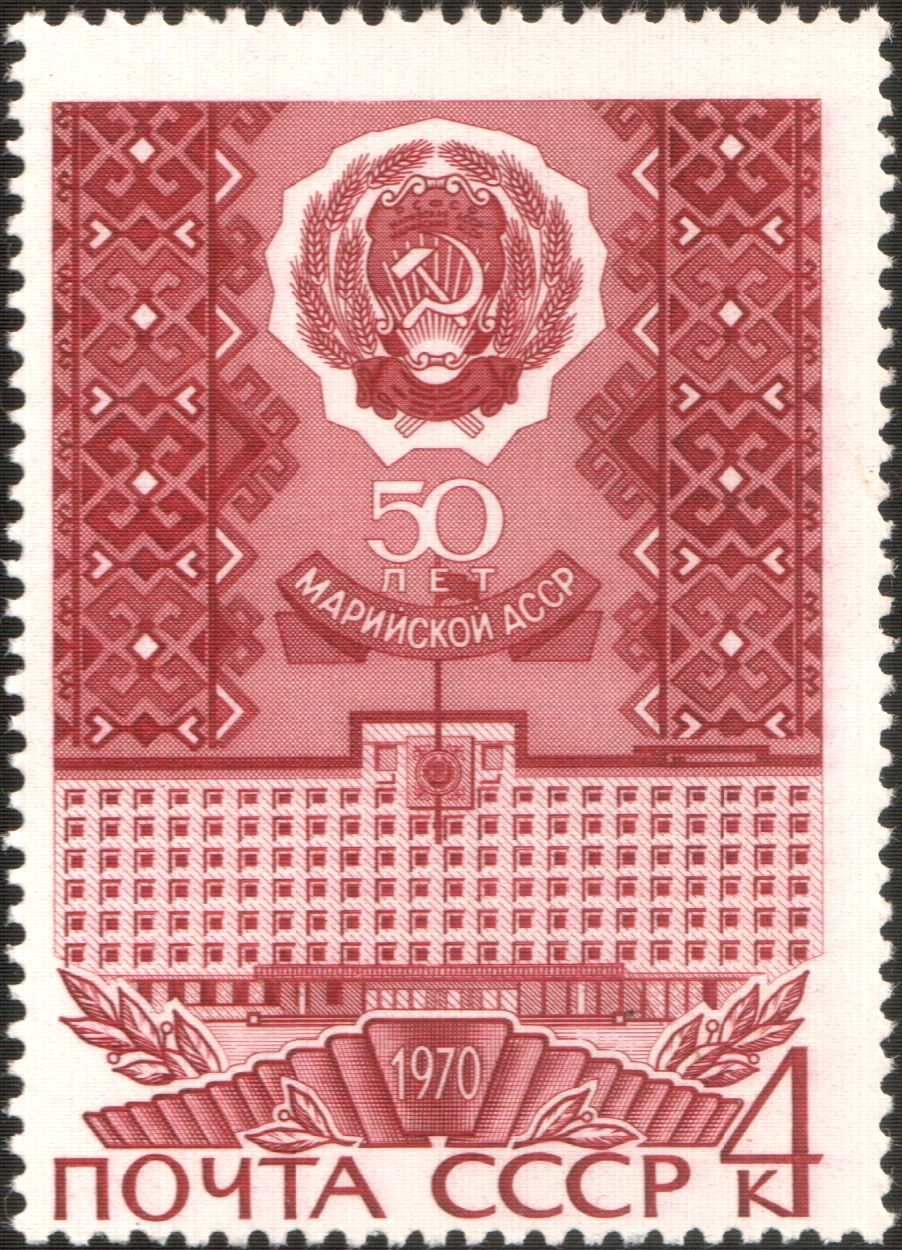
Марка «50 лет Марийской АССР». Почта СССР 1970 г.

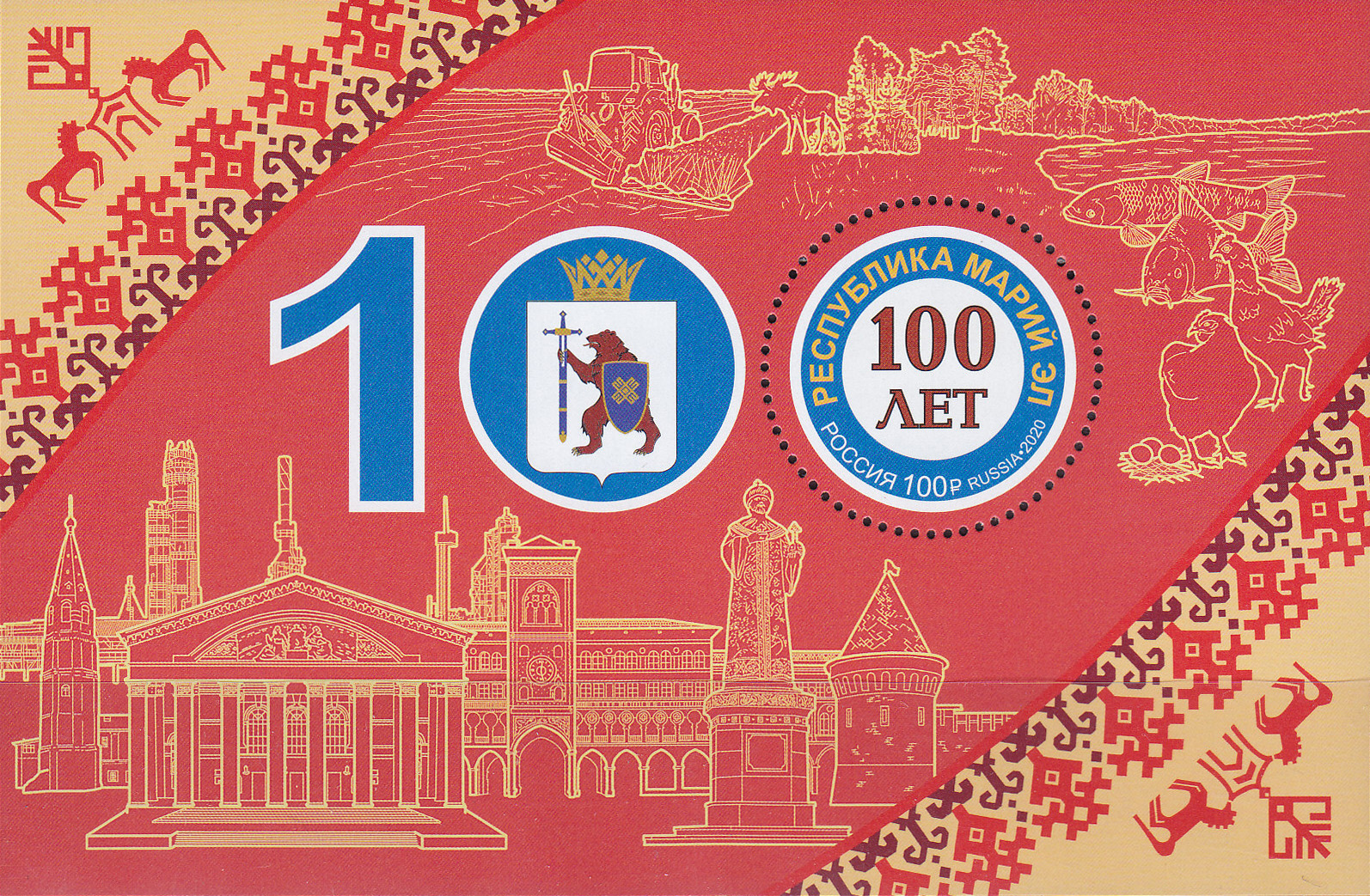
Почтовый блок к 100-летию образования Республики Марий Эл

Бронзовый век представлен в марийском крае Усть-Ветлужским могильником, который относится к сейминско-турбинскому феномену и отражает миграции индоевропейских народов.
Финно-угорские народы населяли территорию современной европейской части России до прихода туда балтов и славян. На территории республики Марий Эл сохранились археологические источники, относящиеся к первому тысячелетию до н. э. Так как тиште (марийская письменность) использовалась исключительно для записей хозяйственно-экономической информации, а татарские письменные источники были уничтожены при взятии Казани, почти все письменные сведения об истории средней Волги связаны с русскими источниками.
Черемисы (современное название — марийцы) впервые достоверно упоминаются в X веке в письме хазарского царя Иосифа сановнику кордовского халифа Хасдаю ибн Шафруту. Предки современных марийцев между V и VIII веком взаимодействовали с готами, позднее с хазарами и Волжской Булгарией, которая находилась на территории современного Татарстана и была в 1236 году уничтожена наступавшими на Европу монгольскими войсками хана Батыя. С образовавшейся после этого Золотой Ордой марийцы, по-видимому, состояли в союзнических отношениях. С XIII по XVI век марийцы входили в состав Золотой Орды и Казанского ханства.
С IX века марийцы вошли в контакт с продвигавшимся на восток славянским населением, основавшим города Ростов, Галич, Ярославль, Суздаль, Владимир и в 1221 году Нижний Новгород. Таким образом, марийцы попали в сферу влияния Киевской Руси. Постепенно западные марийцы по принятии христианства ославянились, нежелающие принимать христианство бежали на восток. В Средние века обычным делом стали русско-татарские столкновения на марийских землях. В 1551 году земли горных мари (правобережье Волги) попали под контроль Русского царства, а в 1552 году царские войска взяли Казань, и луговые мари начали платить Русскому царству дань. Начался 30-летний период черемисских войн, который завершился воздвижением городов-крепостей для постоянного содержания военных гарнизонов (в 1583 году основан Козьмодемьянск, в 1584 году — Царевококшайск — ныне Йошкар-Ола, Яранск, Санчурск) и последующим заселением русскими региона.
Принудительная христианизация привела к тому, что марийцы ушли в леса, оставляя пустыми целые деревни. При Петре I марийцев начали призывать в армию, упразднили тарханное сословие. Наряду с этим началось научное исследование территории, появились первые письменные памятники марийского языка на кириллице. Первая марийская грамматика Пуцека-Григоровича появилась в 1775 году. Положение марийцев оставалось достаточно сложным, и в 1775 году они массово поддержали восстание Пугачёва.
В 1872 году открылась Казанская учительская семинария, одной из задач которой было обучение представителей волжских народов, в том числе марийцев. Это дало серьёзный импульс развитию образования и культуры (в том числе национальной) в регионе.
До Октябрьской революции марийцы были разбросаны в составе Казанской, Вятской, Костромской, Нижегородской, Уфимской и Пермской губерний. Так же и в 1989 году из 670 тысяч марийцев только 324,3 тысячи проживали в Марийской АССР. Исторически сложилось так, что 51,7 % мари проживают вне пределов своей республики, в том числе 4,1 % вне пределов России.
После Октябрьской Революции, 4 ноября 1920 года, была образована Марийская автономная область. В 1922 году область сильно пострадала от охватившего Поволжье голода. В мае 1922 года в Марийской автономной области голодающими числились, по официальным данным, 466 486 человек (из них 164 429 детей).
В 1920-е годы были установлены две равноправные языковые литературные нормы: луговомарийский язык и горномарийский язык. Эти годы, как и в других национальных республиках, ознаменовались активным развитием национально-культурного строительства.
15 июля 1929 года Марийская автономная область вошла в состав вновь образованного Нижегородского (с 1932 — Горьковского) края. 5 декабря 1936 года Горьковский край был упразднён, Марийская автономная область преобразована в Марийскую АССР, непосредственно входящую в РСФСР.
22 октября 1990 года — Марийская Советская Социалистическая Республика (МССР), не выходя из РСФСР. 9 декабря 1992 года — Республика Марий Эл (поправка к Закону вступила в силу с момента опубликования в «Российской газете» 12 января 1993 года). Название — по этническому самоназванию её коренного населения — мари («мужчина, муж»): мар. Марий — марийское слово, означающее «мари, марийский», мар. эл — «страна, край», то есть «марийский край» или «край марийский».
В 1936 году на территории республики было решено построить целлюлозно-бумажный комбинат, призванный обеспечить импортозамещение производственных товаров. Было объявлено о всесоюзной стройке на территории Лопатинского затона. 26 августа 1939 года решением Верховного Совета РСФСР был создан Лопатинский район с районным центром в посёлке Лопатино при строящемся целлюлозно-бумажном комбинате. В 1940 году посёлок был переименован в Волжск и ему был присвоен статус города. В связи с переименованием район также был переименован в Волжский район. Строительство машиностроительных предприятий дало толчок развитию Волжска, который вскоре стал крупным промышленным центром наряду с Йошкар-Олой.
В годы войны были призваны на фронт свыше 130 тысяч человек. Вернулись домой немногим более 56 тысяч человек. На территории республики были размещены и трудоустроены трудящиеся, эвакуированные из западных областей СССР. В республике вступили в строй предприятия, перебазированные из Москвы, Ленинграда, Одессы и др. городов. В Йошкар-Олу был переведён ряд научно-исследовательских учреждений Ленинграда. В послевоенные пятилетки в республике возникли новые крупные предприятия машиностроительной, приборостроительной и др. отраслей промышленности.
1972 год — открытие первого университета на территории республики (Марийский государственный университет — МарГУ).
В октябре 1990 года принята Декларация о государственном суверенитете, с 1992 года современное название — Республика Марий Эл.
1995 год — преобразование Марийского политехнического института (МПИ) в Марийский государственный технический университет (в 2012 году преобразован в университетский комплекс Поволжский государственный технологический университет — ПГТУ).
В 2000-х в столице республики городе Йошкар-Ола были построены и реконструированы многие объекты культуры, такие как Царевококшайский кремль, набережная, Архангельская слобода, бульвар Чавайна, бульвар Победы и др.

## Население

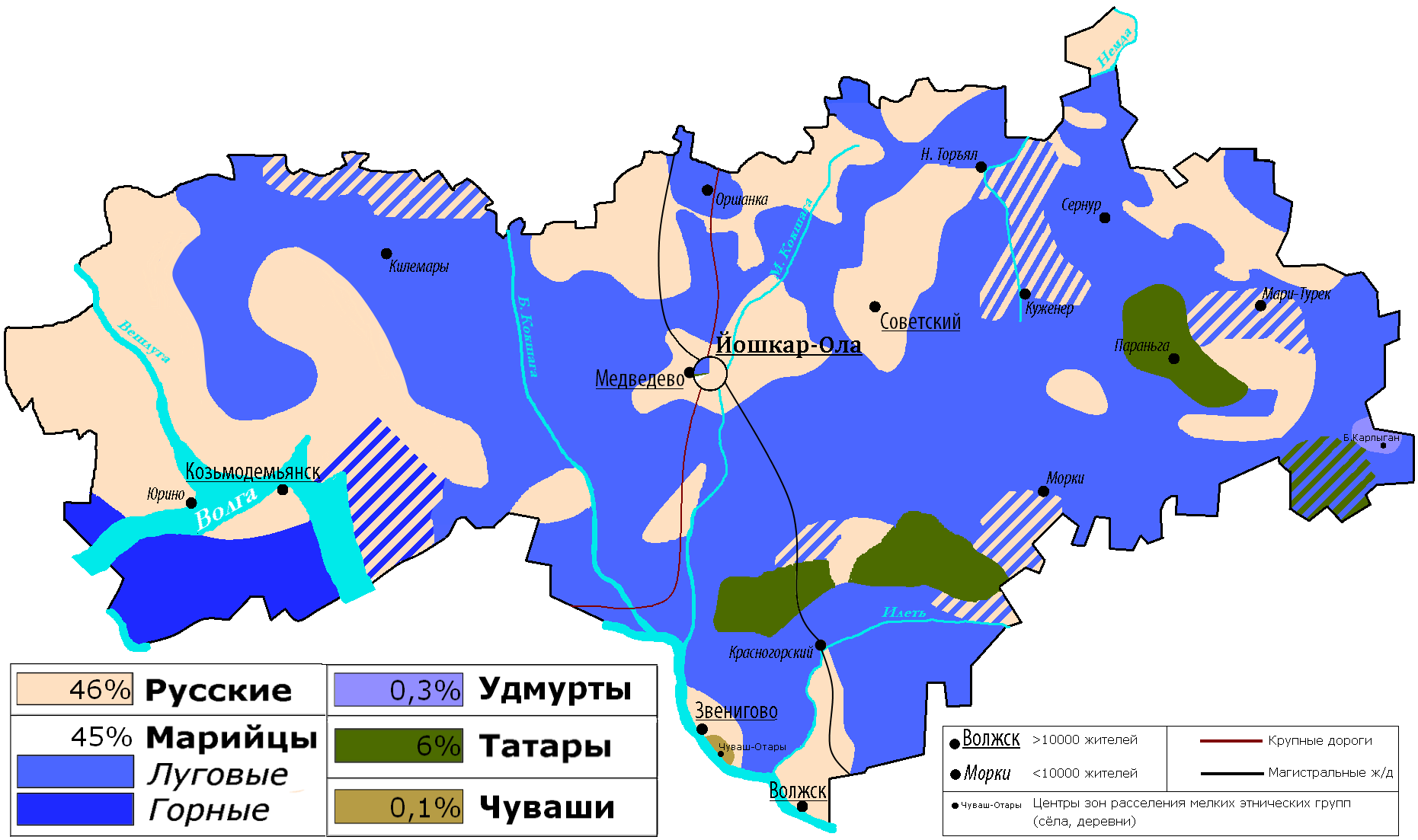
Этническая карта Марий Эл

Численность населения республики, по данным Росстата, составляет 666 202 чел. (2025). Плотность населения — 28,50 чел./км2 (2025). Городское население — 
69,56% (2022).
Национальный состав
В городском населении (Йошкар-Ола, Волжск, Козьмодемьянск и районные центры), а также в окрестностях Йошкар-Олы (Медведевский район) и в Юринском районе на западе республики преобладают русские. В сельской местности преобладает марийское население, в Горномарийском районе — горные марийцы, по языку и культуре отличающиеся от луговых марийцев. В Звениговском районе расположено несколько чувашских сёл, а в Мари-Турекском районе — удмуртских.
По итогам переписи населения 2020 года проживали следующие национальности (национальности менее 0,1 % и другое см. в сноске к строке «Другие»):
| Национальность | Численность, чел. | Доля     |
| -------------- | ----------------- | -------- |
| Русские        | 322 932           | 47,69 %  |
| Марийцы        | 246 560           | 36,41 %  |
| Татары         | 29 317            | 4,33 %   |
| Горные марийцы | 13 953            | 2,06 %   |
| Чуваши         | 3656              | 0,54 %   |
| Украинцы       | 1501              | 0,22 %   |
| Удмурты        | 1348              | 0,20 %   |
| Узбеки         | 751               | 0,11 %   |
| Армяне         | 728               | 0,11 %   |
| Азербайджанцы  | 707               | 0,10 %   |
| Другие         | 55 644            | 8,23 %   |
| Итого          | 677 097           | 100,00 % |

## Населённые пункты
Населённые пункты с численностью населения более 2 тысяч человек
| Йошкар-Ола     | ↗285 219 |
| Волжск         | ↘52 164  |
| Медведево      | ↗21 799  |
| Козьмодемьянск | ↘19 355  |
| Звенигово      | ↘10 822  |
| Советский      | ↘10 483  |
| Морки          | ↘8618    |

| Сернур        | ↘8060 |
| Семёновка     | ↘7039 |
| Красногорский | ↘6049 |
| Новый Торъял  | ↗5629 |
| Оршанка       | ↘5501 |
| Параньга      | ↘5267 |
| Руэм          | ↗4922 |

| Куженер           | ↘4744 |
| Мари-Турек        | ↘4376 |
| Килемары          | ↘3897 |
| Приволжский       | ↘3698 |
| Краснооктябрьский | ↘3546 |
| Знаменский        | ↗3219 |
| Суслонгер         | ↘2637 |

| Сурок    | ↗2629 |
| Юрино    | ↘2546 |
| Шелангер | ↗2293 |
| Новый    | ↗2060 |
| Помары   | ↗2014 |

## Административно-территориальное деление
Республика Марий Эл состоит из 3 городов республиканского значения и 14 районов.

Карта административно-территориального деления Марий Эл.
Районы: 1 — Волжский, 2 — Горномарийский, 3 — Звениговский, 4— Килемарский, 5 — Куженерский, 6 — Мари-Турекский, 7 — Медведевский, 8 — Моркинский, 9 — Новоторъяльский, 10 — Оршанский, 11 — Параньгинский, 12 — Сернурский, 13 — Советский, 14 — Юринский
Города республиканского значения (городские округа): I — Йошкар-Ола, II — Волжск, III — Козьмодемьянск.

| №         | Русское название                                    | Марийское название                                 | Флаг | Герб | Административный центр | Площадь, км² | Население, чел. (2023 г.) | Плотность населения, чел./км² | Код ОКАТО | Код ОКТМО |
| --------- | --------------------------------------------------- | -------------------------------------------------- | ---- | ---- | ---------------------- | ------------ | ------------------------- | ----------------------------- | --------- | --------- |
| 1e-06     | Районы (муниципальные районы)                       |                                                    |      |      |                        |              |                           |                               |           |           |
| 1         | Горномарийский                                      | горномар. Кырык мары кымдем                        |      |      | город Козьмодемьянск   | 1971,47      | ↘19 891                   | 10,09                         | 88 208    | 88 608    |
| 2         | Звениговский                                        | луговомар. Провой кундем                           |      |      | город Звенигово        | 2748,78      | ↘38 830                   | 14,13                         | 88 212    | 88 612    |
| 3         | Куженерский                                         | луговомар. Кужэҥер кундем                          |      |      | пгт Куженер            | 852,83       | ↘11 637                   | 13,65                         | 88 220    | 88 620    |
| 4         | Мари-Турекский                                      | луговомар. Марий Турек кундем                      |      |      | пгт Мари-Турек         | 1513,86      | ↘17 406                   | 11,5                          | 88 224    | 88 624    |
| 5         | Медведевский                                        | луговомар. Медведево кундем                        |      |      | пгт Медведево          | 2791,18      | ↘67 681                   | 24,25                         | 88 228    | 88 628    |
| 6         | Моркинский                                          | луговомар. Морко кундем                            |      |      | пгт Морки              | 2270,08      | ↘26 138                   | 11,51                         | 88 232    | 88 632    |
| 7         | Оршанский                                           | луговомар. Оршанке кундем                          |      |      | пгт Оршанка            | 896,49       | ↘12 379                   | 13,81                         | 88 240    | 88 640    |
| 8         | Параньгинский                                       | луговомар. Параньга кундем                         |      |      | пгт Параньга           | 791,66       | ↘13 181                   | 16,65                         | 88 244    | 88 644    |
| 9         | Советский                                           | луговомар. Советский кундем                        |      |      | пгт Советский          | 1392,45      | ↘26 377                   | 18,94                         | 88 252    | 88 652    |
| 10        | Юринский                                            | луговомар. Юрино кундем, горномар. Йӱрнӹ кымдем    |      |      | пгт Юрино              | 2040,15      | ↘6141                     | 3,01                          | 88 256    | 88 656    |
| 10.000002 | Районы (муниципальные округа)                       |                                                    |      |      |                        |              |                           |                               |           |           |
| 11        | Волжский                                            | луговомар. Юлсер кундем                            |      |      | пгт Приволжский        | 913,86       | ↘20 633                   | 22,58                         | 88 204    | 88 604    |
| 12        | Килемарский                                         | луговомар. Килемар кундем горномар. Кӹлемар кымдем |      |      | пгт Килемары           | 3098,89      | ↘11 211                   | 3,62                          | 88 216    | 88 616    |
| 13        | Новоторъяльский                                     | луговомар. У Торъял кундем                         |      |      | пгт Новый Торъял       | 920,09       | ↘13 597                   | 14,78                         | 88 236    | 88 636    |
| 14        | Сернурский                                          | луговомар. Шернур кундем                           |      |      | пгт Сернур             | 1032,08      | ↘21 572                   | 20,9                          | 88 248    | 88 648    |
| 14.000003 | Города республиканского значения (городские округа) |                                                    |      |      |                        |              |                           |                               |           |           |
| 15        | Йошкар-Ола                                          | луговомар. Йошкар-Ола                              |      |      | город Йошкар-Ола       | 100,39       | ↗296 004                  | 2949                          | 88 401    | 88 701    |
| 16        | Волжск                                              | луговомар. Юлсер-Ола                               |      |      | город Волжск           | 39,47        | ↘52 164                   | 1321,61                       | 88 405    | 88 705    |
| 17        | Козьмодемьянск                                      | горномар. Цикмӓ                                    |      |      | город Козьмодемьянск   | 13,41        | ↘19 355                   | 1443,33                       | 88 405    | 88 705    |

## Политика и власть
10 мая 2022 года на должность временно исполняющего обязанности Главы Республики Марий Эл был назначен Юрий Викторович Зайцев.
Последние выборы в Государственное Собрание прошли 8 сентября 2019 года.
Основной закон республики — Конституция Республики Марий Эл.
Государственная власть в Республике Марий Эл осуществляется на основе разделения на законодательную, исполнительную и судебную. Органы законодательной и судебной власти самостоятельны.
Законодательную функцию выполняет Государственное Собрание Республики Марий Эл, состоящее из 52 депутатов. Из них 39 депутатов избираются по одномандатным избирательным округам, другие 13 депутатов избираются по республиканскому избирательному округу пропорционально числу голосов, поданных за списки кандидатов в депутаты, выдвинутые избирательными объединениями, избирательными блоками. Срок полномочий депутатов одного созыва составляет пять лет.
Исполнительную власть осуществляют:
- Глава Республики Марий Эл, является главой республики и высшим должностным лицом в системе исполнительной власти
- правительство Республики Марий Эл
- администрация главы Республики Марий Эл[31]
- прочие органы исполнительной власти

Судебную власть осуществляют: Верховный суд Республики Марий Эл, Арбитражный суд Республики Марий Эл, Конституционный суд Республики Марий Эл, районные суды и мировые судьи, которые входят в судебную систему Российской Федерации.

## Экономика
По данным Маристата, валовой региональный продукт по Республике Марий Эл за 2020 году составил 197 миллиардов рублей.
| тыс. гектар | 656 | 603 | 585,6 | 500,5 | 400,8 | 299,5 | 292,3 |

### Инфраструктура
На территории республики действует один аэропорт федерального значения (Йошкар-Ола). В Марий Эл есть железнодорожный вокзал (Йошкар-Ола) и два автовокзала (Йошкар-Ола, Волжск), 14 железнодорожных станций, 51 пассажирская автостанция, речной порт в городе Козьмодемьянске на р. Волге, четыре порта местного значения, приспособления для разгрузки барж. Судоходство по Волге, Ветлуге и Суре.
Осуществляют деятельность 66 туроператорских и турагентских фирм, 44 гостиницы, гостевых дома и хостела, 30 санаториев, оздоровительных комплексов и пансионатов с лечением, 9 туристских комплексов и 18 баз отдыха, а также 82 точки изготовления и продажи изделий народных художественных промыслов и сувениров.

### Промышленность
Ведущие отрасли промышленности — машиностроение и металлообработка (металлорежущий инструмент, приборы, средства автоматизации, оборудование предприятий торговли и общественного питания), лесная, деревообрабатывающая и целлюлозно-бумажная, лёгкая и пищевая (мясо-молочная). Главные промышленные центры — города Йошкар-Ола, Волжск.

### Энергетика
По состоянию на начало 2020 года, на территории Марий Эл эксплуатировались три тепловые электростанции общей мощностью 252,5 МВт. В 2019 году они произвели 885,3 млн кВт·ч электроэнергии.

### Сельское хозяйство
На 1 января 2021 года сельское население составляло 219 755 человек, что составляет 33 % от общего населения Марий Эл.
Ведущая отрасль сельского хозяйства — животноводство (молочное и мясо-молочное скотоводство, свиноводство, овцеводство, птицеводство, козоводство). Выращивают зерновые (ячмень, овёс, рожь, пшеница) и кормовые культуры, лён-долгунец, хмель, овощи, картофель.
Объём продукции сельского хозяйства всех сельхозпроизводителей в 2020 году составил 50,2 млрд рублей, из них продукция животноводства 36,6 млрд рублей, растениеводства 13,6 млрд рублей. Индекс 104,1 % к 2019 году. Удельный вес продукции животноводства 72,9 %.
Доля продукции агропромышленного комплекса в ВВП республики составляет более 18 %. За 5 лет объём производства сельхозпродукции увеличился в 1,2 раза. По основным видам продовольствия Марий Эл полностью покрывает собственные потребности. Продукция поставляется более, чем в 70 регионов России, а также за её пределы. По мясу уровень производства составляет 405 %, по картофелю — 123 %, по яйцу — 110 %. Полностью Марий Эл обеспечивает себя молоком и овощами.
Животноводство
На 1 января 2021 г. поголовье КРС составило 81,0 тыс. голов(+5,3 %), в том числе коров 30,5 тыс. голов (+3,1 %), свиней 319,4 тыс. голов (+12,9 %), овец и коз 34,5 тыс. голов (-0,2 %), лошади 1,0 тыс. голов (+16,2 %), птицы 13,738 млн голов (+8,2 %).
В 2020 году производство скота и птицы на убой в живом весе составило 350 тыс. тонн (+4 %), яиц — 362 млн штук (+12 %). Преодолена тенденция снижения поголовья коров. За 2020 год оно увеличилось на 1461 голову. Благодаря чему (в том числе) произошёл существенный рывок по производству молока — на 10 тыс. тонн, валовый надой по итогам года составил 186 тыс. тонн. Средний надой 7136 кг на одну корову (+673 кг). Наивысшая продуктивность среди хозяйств составила: ЗАО Племзавод «Семёновский» Медведевского района 9358 кг на корову; СХПК-СХА (колхоз) «Первое Мая» Новоторъяльского района — 9020 кг; ООО Агрофирма «Акпарс» Мари-Турекского района — 8047 кг.
Растениеводство
Общая посевная площадь сельскохозяйственных культур под урожай 2020 года в хозяйствах всех категорий 292,7 тыс. гектаров, что на 1,9 тыс. гектаров больше (на 0,7 %), чем было посеяно под урожай предыдущего года. По сравнению с 2019 годом посевная площадь зерновых и зернобобовых культур увеличилась на 9,4 %, картофеля — на 0,4 %, овощей — на 1,8 %, посевная площадь технических культур сократилась на 3,4 %, кормовых культур — на 6,7 %. В посевном клине 2020 года зерновые и зернобобовые культуры занимают 46,2 % от всей посевной площади, кормовых культур — 45,3 %, картофель — 4,1 %, технические культуры — 3,1 %, доля овощей — 1,3 %.
В 2022 году планируется засеять около 300 тысяч га. Больше, чем в 2021 году посеяно озимых зерновых — 47 тыс. га (117 %), технических культур — 12 тыс. га (111 %), картофеля — 12,3 тыс. га (102 %) и овощей — 4 тыс. га (111 %).
Из-за значительного сокращения объёмов применения органических и минеральных удобрений, а также полного прекращения работ по химической мелиорации плодородие почв начало ухудшаться.

## Образование
Среднее образование
В Республике действует порядка 250 средних учебный заведений, около 5 из них регулярно попадают в рейтинг 500 лучших школ России.
В городе Йошкар-Ола, помимо обычных школ, функционирует несколько лицеев и гимназий, в которых есть акцент на физику и математику, марийский, английский, немецкий и французский языки, православие, гуманитарные науки, информатику и программирование, биологию и химию. Также в некоторых школах действуют различные кадетские классы.
Высшее образование
В Республике располагается четыре высших учебных заведения:
- Поволжский государственный технологический университет (ПГТУ),
- Марийский государственный университет (МарГУ),
- Институт iSpring[49],
- Межрегиональный открытый социальный институт (МОСИ).

Кроме того, по состоянию на 2015 год формально было представлено пять филиалов вузов, головные организации которых расположены в других субъектах Российской Федерации, однако действующей лицензией обладал только один — Волжский филиал ПГТУ.

## Культура

#### Театры
- Марийский национальный театр драмы имени М. Шкетана
- Марийский государственный академический театр оперы и балета имени Эрика Сапаева
- Академический русский театр драмы имени Георгия Константинова
- Республиканский театр кукол
- Марийский театр юного зрителя
- Горномарийский драматический театр

#### Музеи и галереи
- Национальная художественная галерея
- Республиканский музей изобразительных искусств
- Национальный музей Республики Марий Эл имени Т. Евсеева

#### Концертные площадки
- Марийская государственная филармония имени Якова Эшпая

#### Национально-культурные центры
- Республиканский центр марийской культуры
- Республиканский центр русской культуры
- Республиканский центр татарской культуры
- Республиканский научно-методический центр народного творчества и культурно-досуговой деятельности

#### Библиотеки
- Национальная библиотека имени С. Г. Чавайна
- Республиканская библиотека для слепых
- Республиканская детско-юношеская библиотека им. В. Х. Колумба

## Нумизматика

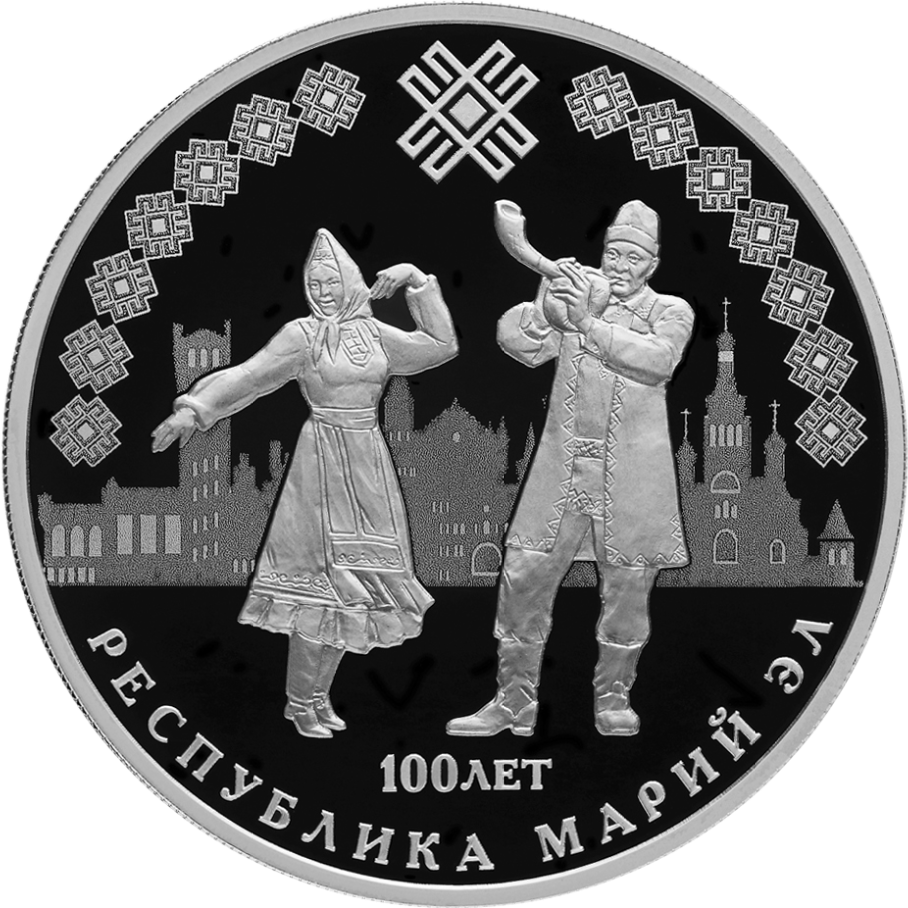
Монета Банка России. 3 рубля, 2020 г., серебро, реверс, пруф. 100-летие образования Республики Марий Эл

- Монета Банка России. 3 рубля, 2020 г., серебро, реверс, пруф. 100-летие образования Республики Марий Эл7 сентября 2020 года Банк России выпустил в обращение памятную серебряную монету номиналом 3 рубля «100-летие образования Республики Марий Эл»[51].

### Комментарии
1. 1 2  Варианты ударения:
  - Мари́й Э́л[5][6],
  - Мари́й Эл[7],
  - Ма́рий Эл[8].